# Кривчик (річка)
Кривчик, Кривенька, Кривенький — річка в Україні, у Чортківському районі Тернопільської області, права притока Збруча (басейн Дністра).

## Опис
Довжина річки 15 км, похил річки — 5,0 м/км. Формується з багатьох безіменних струмків та водойм. Площа басейну 49,0 км2.

## Розташування
Бере початок на південний схід від села Жабинців. Тече переважно на південний схід і на північно-східному боці від села Коцюбинчики впадає в річку Збруч, ліву притоку Дністра.
Населені пункти вздовж берегової смуги: Товстеньке, Кривеньке, Васильків.
Річку перетинає автошлях Т 2002.